# Elecciones presidenciales de Somalia de 2017
Las elecciones presidenciales de Somalia de 2017 se llevaron a cabo el 8 de febrero. Los miembros del parlamento eligieron al ex primer ministro Abdullahi Mohamed como nuevo presidente de Somalia por un período de cuatro años.
- Datos: Q28053637
- Multimedia: Presidential election in Somalia, 2017 / Q28053637